# Kamer van Arbeid
Een Kamer van Arbeid was een overlegorgaan tussen werkgevers en werknemers dat tussen 1897 en 1923 bestond in Nederland.
Aan het eind van de negentiende eeuw kwam de verhouding tussen werkgevers en werknemers steeds meer onder druk te staan. Kamers van Arbeid kregen in 1897 een wettelijke basis na invoering van de Wet op de Kamers van Arbeid door het liberale Kabinet-Röell-Van Houten. De Kamers hadden vooral een bemiddelende rol bij conflicterende belangen van werkgevers en werknemers. Het waren platforms waarin overlegd kon worden over lonen, werktijden, arbeidsomstandigheden en sociale voorzieningen. 

## Organisatie
De platforms waren plaatselijk en per bedrijfstak georganiseerd. De kieslijsten werden opgesteld door de gemeente en kandidaten werden voorgedragen door plaatselijke vakverenigingen. In de Kamers zaten meestal vijf werkgevers en vijf werknemers die rechtstreeks werden verkozen. Het bestuur van een Kamer van Arbeid bestond uit een voorzitter en twee bestuursleden. Deze bestuursleden werden door de werkgevers- en de werknemersleden aangewezen. 'Patroons' en 'werklieden' waren beurtelings voorzitter, de secretaris werd benoemd door het bestuur. De kosten van de verkiezingen waren voor rekening van de overheid. De Kamers van Arbeid hadden een adviserende rol naar de overheid aangaande sociale en economische vraagstukken. 

## Eindjaren
Op het hoogtepunt waren er in Nederland 112 Kamers van Arbeid. De Kamers van Arbeid hadden geen verordenende bevoegdheden en slaagden er nauwelijks in het beslechten en voorkomen van arbeidsgeschillen. Na aanname van de Wet op de collectieve arbeidsovereenkomst konden vanaf 1909 cao’s worden afgesloten die de mogelijkheid boden tot het verbindend verklaren van arbeidsovereenkomsten. Ook hierdoor verloren de Kamers van Arbeid steeds meer terrein.
In 1923 kwam de Wet op de Kamer van Arbeid te vervallen door de aanname van de Arbeidsgeschillenwet. De toegenomen invloed van werknemers- en werkgeversorganisaties en de behoefte aan een manier om de sociale vrede te bevorderen leidde in 1919 tot het van overheidswege instellen 
de Hoge Raad van Arbeid.